# Нижнеподлесные Шигали
Нижнеподлесные Шигали — деревня в Дрожжановском районе Татарстана. Входит в состав Звездинского сельского поселения.

## География
Находится в юго-западной части Татарстана на расстоянии приблизительно 13 км на северо-восток по прямой от районного центра села Старое Дрожжаное у границы с Чувашией.

## История
Основана в XVII веке.

## Население
В деревне числилось в 1859 году — 266 человек, в 1897 — 483, в 1913 — 647, в 1920 — 711, в 1926 — 686, в 1938 — 612, в 1949 — 566, в 1958 — 520, в 1970 — 340, в 1979 — 346, в 1989 — 231. Постоянное население составляло 239 человек (чуваши 100 %) в 2002 году, 203 — в 2010.